# Cuajone
Cuajone es una mina de cobre a cielo abierto ubicado en el distrito de Torata, provincia de Mariscal Nieto, departamento de Moquegua, Perú.  El yacimiento está localizado en la franja oeste de la Cordillera Occidental en la parte sur de los Andes peruanos, y es parte de un distrito minero que contiene otros dos yacimientos adicionales conocidos: Toquepala y Quellaveco. Se encuentra a una altura aproximada de 3500 m s. n. m. (metros sobre el nivel del mar) y es una de las principales minas productoras de cobre del país junto con Cerro Verde, Toquepala y Antamina.
Se inició a extraer material desde 1970 y en 1976 tuvo lugar el 1.er envío de material a la planta concentradora. Cuajone es un proyecto minero de gran amplitud del país, explotado por la empresa Southern Peru Copper Corporation, este yacimiento cuprífero está ubicado en una zona de fuerte relieve topográfico donde destaca la presencia del Cerro Baúl. El mineral extraído se traslada a la refinería de Ilo para su fundición y procesamiento.
En 2009 alcanzó una producción de 171 731 toneladas métricas finas llegando a 15.52 % de cobre nacional producido.  La producción minera es principalmente cobre, de manera secundaria se produce plata, zinc y molibdeno.

## Geología
El yacimiento de Cuajone está ubicado a unos 28 kilómetros del yacimiento de Toquepala que se originó hace 60 a 100 millones de años (Cretácico superior a Terciario Inferior). La litología de Cuajone contiene rocas volcánicas del Cretáceo al Cuaternario. Hay 32 tipos de rocas, incluyendo rocas premineralizadas, andesita basáltica, riolita porfídica, dolerita y rocas intrusivas, como la diorita.
La formación de Chuntacala tiene una antigüedad de 9 a 14 millones de años y está formada por conglomerados, flujos, tufo volcánico y aglomerados dispuestos gradualmente en algunos casos y en discordancia en otros. También hay yacimientos Cuaternarios en ríos, arroyos y cerros. La mineralogía es simple con niveles distribuidos regularmente y en forma de embudos verticales. Hay minerales como la calcopirita, calcosina y la molibdenita, con presencia ocasional de galena, tetraedrita y enargita.